# Rebbie Jackson
Maureen Reillette Jackson, mais conhecida como Rebbie Jackson e, anteriormente, Rebbie Brown (Gary, 29 de maio de 1950), é uma cantora norte-americana. Como cantora, ela é mais famosa pelo seu sucesso de 1984: Centipede. Ela é a filha mais velha da família Jackson.

## Biografia

### Início de vida
Maureen Reillette Jackson nasceu, assim como seus irmãos, no St. Mary's Mercy Hospital, em Gary, Indiana, Estados Unidos, em 29 de maio de 1950, sendo a mais velha dos dez filhos de Joseph Walter "Joe" e Katherine Esther. Mais conhecida por esse atributo, faz parte de uma influente família musical; seus irmãos Jackie, Tito, Jermaine, Marlon, e da tarde Michael fizeram parte de uma banda conhecida como The Jackson 5, que mais tarde incluiu Randy Jackson com o nome de The Jacksons. Também é a irmã mais velha de La Toya Jackson e Janet Jackson.
Desde quando sua mãe se tornou Testemunha de Jeová, em 1965, Rebbie seguiu a sua fé. Ela foi nascida e criada como Testemunha de Jeová em Gary, Indiana. Embora todos os irmãos Jacksons tenham sido instruídos nos ensinos bíblicos segundo as crenças das Testemunhas de Jeová, apenas Rebbie, continuou sendo uma devota. La Toya e Michael se tornaram os mais devotos com o tempo.

### Carreira
Embora Rebbie tivesse frequentado aulas de clarinete, piano e de dança bem cedo, ela não tinha interesse na carreira musical.
Ela se apresentou pela primeira vez com seus irmãos durante um show em Las Vegas, Nevada, no MGM Grand Hotel e Casino em 1974, antes de aparecer na série de TV The Jacksons: An American Dream. Aos 34 anos, ela lançou seu primeiro álbum Centipede (1984). O álbum contém músicas escritas por Smokey Robinson, Prince e seu irmão mais novo, Michael, cuja contribuição (na faixa-título "Centipede") virou o single mais famoso de Rebbie. No final dos anos 1980, a cantora lançou mais dois álbuns: Reaction (1986) e R U Tuff Enuff (1988).
Com o tempo, Rebbie Jackson deixou sua carreira, para se dedicar à sua família e à religião. Nos últimos anos, tem servido como evangelizadora de tempo integral.
Depois de 10 anos parada na carreira musical, Rebbie voltou em 1998 com o álbum Yours Faithfully. O álbum, seu último lançado, teve colaborações de artistas e produtores como Spanky Williams, Keith Thomas e Eliot Kennedy. Também com as participações de suas filhas Yashi e Stacee e o filho Austin.
Depois de um último álbum, em 1998, Rebbie aos poucos se afastou do cenário musical, até que em 2001, reapareceu. Atuou em uma série de shows em Las Vegas por cerca seis meses, acompanhando seu filho Auggie um  guitarrista de Las Vegas. Durante a turnê, ela cantou vários de seus sucessos, alguns clássicos, e até mesmo alguns grandes sucessos de seus irmãos.

### Vida pessoal
A família Jackson entrou em crise quando Rebbie (com 18 anos na época) anunciou que ela queria casar com seu namorado de infância Nathaniel Brown em 1968. Rebbie estava apaixonada e decidiu que queria se mudar com ele para Kentucky. Katherine encorajou a filha a prosseguir com a união e Joseph era contra o casamento (ele queria que ela seguisse os passos dos irmãos e se tornar cantora).
Rebbie casou-se com um querido amigo de infância, Nathaniel Brown, também Testemunha de Jeová. Estão casados desde 30 de novembro de 1968.
O casal tem três filhos: as filhas Stacee (1971) e Yashi (1977); e filho Austin (1985; também conhecido como Auggie). Todos os três jovens também são cantores. Yashi Brown sofre de transtorno bipolar e esquizofrenia.

## Árvore genealógica da família Jackson
Árvore genealógica dos irmãos, pais e avós de Michael Jackson. Por simplificação, não estão incluídos filhos e sobrinhos:
|        |        |        |        |        |        |  |  |        |        |        |        | Samuel Jackson | Samuel Jackson | Samuel Jackson | Samuel Jackson | Samuel Jackson | Samuel Jackson |        |        |        |        |        |        | Crystal Lee King | Crystal Lee King | Crystal Lee King | Crystal Lee King | Crystal Lee King | Crystal Lee King |  |  | Prince Albert Screws | Prince Albert Screws | Prince Albert Screws | Prince Albert Screws | Prince Albert Screws | Prince Albert Screws |           |           |           |           |        |        | Martha Upshaw | Martha Upshaw | Martha Upshaw | Martha Upshaw | Martha Upshaw | Martha Upshaw |         |         |         |         |  |  |       |       |       |       |       |       |  |  |       |       |       |       |       |       |  |  |
|        |        |        |        |        |        |  |  |        |        |        |        | Samuel Jackson | Samuel Jackson | Samuel Jackson | Samuel Jackson | Samuel Jackson | Samuel Jackson |        |        |        |        |        |        | Crystal Lee King | Crystal Lee King | Crystal Lee King | Crystal Lee King | Crystal Lee King | Crystal Lee King |  |  | Prince Albert Screws | Prince Albert Screws | Prince Albert Screws | Prince Albert Screws | Prince Albert Screws | Prince Albert Screws |           |           |           |           |        |        | Martha Upshaw | Martha Upshaw | Martha Upshaw | Martha Upshaw | Martha Upshaw | Martha Upshaw |         |         |         |         |  |  |       |       |       |       |       |       |  |  |       |       |       |       |       |       |  |  |
|        |        |        |        |        |        |  |  |        |        |        |        |                |                |                |                |                |                |        |        |        |        |        |        |                  |                  |                  |                  |                  |                  |  |  |                      |                      |                      |                      |                      |                      |           |           |           |           |        |        |               |               |               |               |               |               |         |         |         |         |  |  |       |       |       |       |       |       |  |  |       |       |       |       |       |       |  |  |
|        |        |        |        |        |        |  |  |        |        |        |        |                |                |                |                |                |                | Joseph | Joseph | Joseph | Joseph | Joseph | Joseph |                  |                  |                  |                  |                  |                  |  |  |                      |                      |                      |                      | Katherine            | Katherine            | Katherine | Katherine | Katherine | Katherine |        |        |               |               |               |               |               |               |         |         |         |         |  |  |       |       |       |       |       |       |  |  |       |       |       |       |       |       |  |  |
|        |        |        |        |        |        |  |  |        |        |        |        |                |                |                |                |                |                | Joseph | Joseph | Joseph | Joseph | Joseph | Joseph |                  |                  |                  |                  |                  |                  |  |  |                      |                      |                      |                      | Katherine            | Katherine            | Katherine | Katherine | Katherine | Katherine |        |        |               |               |               |               |               |               |         |         |         |         |  |  |       |       |       |       |       |       |  |  |       |       |       |       |       |       |  |  |
|        |        |        |        |        |        |  |  |        |        |        |        |                |                |                |                |                |                |        |        |        |        |        |        |                  |                  |                  |                  |                  |                  |  |  |                      |                      |                      |                      |                      |                      |           |           |           |           |        |        |               |               |               |               |               |               |         |         |         |         |  |  |       |       |       |       |       |       |  |  |       |       |       |       |       |       |  |  |
|        |        |        |        |        |        |  |  |        |        |        |        |                |                |                |                |                |                |        |        |        |        |        |        |                  |                  |                  |                  |                  |                  |  |  |                      |                      |                      |                      |                      |                      |           |           |           |           |        |        |               |               |               |               |               |               |         |         |         |         |  |  |       |       |       |       |       |       |  |  |       |       |       |       |       |       |  |  |
|        |        |        |        |        |        |  |  |        |        |        |        |                |                |                |                |                |                |        |        |        |        |        |        |                  |                  |                  |                  |                  |                  |  |  |                      |                      |                      |                      |                      |                      |           |           |           |           |        |        |               |               |               |               |               |               |         |         |         |         |  |  |       |       |       |       |       |       |  |  |       |       |       |       |       |       |  |  |
| Rebbie | Rebbie | Rebbie | Rebbie | Rebbie | Rebbie |  |  | Jackie | Jackie | Jackie | Jackie | Jackie         | Jackie         |                |                | Tito           | Tito           | Tito   | Tito   | Tito   | Tito   |        |        | Jermaine         | Jermaine         | Jermaine         | Jermaine         | Jermaine         | Jermaine         |  |  | LaToya               | LaToya               | LaToya               | LaToya               | LaToya               | LaToya               |           |           | Marlon    | Marlon    | Marlon | Marlon | Marlon        | Marlon        |               |               | Michael       | Michael       | Michael | Michael | Michael | Michael |  |  | Randy | Randy | Randy | Randy | Randy | Randy |  |  | Janet | Janet | Janet | Janet | Janet | Janet |  |  |

## Discografia
| Título          | Detalhes                                                                   | Posições | Posições | Vendas           |
| Título          | Detalhes                                                                   | EUA      | EUA R&B  | Vendas           |
| --------------- | -------------------------------------------------------------------------- | -------- | -------- | ---------------- |
| Centipede       | - Lançado: 10 de outubro de 1984 - Gravadora: CBS Records - Formato: Vinil | 63       | 13       | - Ouro - 700.000 |
| Reaction        | - Lançado: 9 de março de 1986 - Gravadora: CBS Records - Formato: Vinil    | —        | 54       | - Ouro - 600.000 |
| R U Tuff Enuff  | - Lançado: 12 de julho de 1988 - Gravadora: CBS Records - Formato: Vinil   | —        | 58       | - 300.000        |
| Your Faithfully | - Lançado: 31 de março de 1998 - Gravadora: MJJ Records - Formato: Vinil   | —        | —        | - 37.600         |

### Singles
| Ano  | Título                 | Posições | Posições | Álbum            |
| Ano  | Título                 | EUA      | EUA R&B  | Álbum            |
| ---- | ---------------------- | -------- | -------- | ---------------- |
| 1984 | Centipede              | 24       | 4        | Centipede        |
| 1985 | A Fork in the Road     | —        | 40       | Centipede        |
| 1986 | Reaction               | —        | 16       | Reaction         |
| 1987 | You Send the Rain Away | —        | 50       | Reaction         |
| 1988 | Plaything              | —        | 8        | R U Tuff Enuff   |
| 1988 | R U Tuff Enuff         | —        | 78       | R U Tuff Enuff   |
| 1998 | Yours Faithfully       | —        | 76       | Yours Faithfully |